# Smokey Smothers
Otis Smothers  (Lexington (Mississippi), 21 maart 1929 - Chicago, 23 juli 1993) was een Amerikaanse bluesgitarist en -zanger. Hij was lid van de begeleidingsband van Howlin' Wolf en werkte samen met Muddy Waters, Jimmy Rogers, Bo Diddley, Ike Turner, JT Brown, Freddie King, Little Johnny Jones, Little Walter en Willie Dixon. Zijn jongere broer Abe (geboren Albert, 2 januari 1939 - 20 november 2010) was de bluesman Little Smokey Smothers, met wie hij soms verward wordt.

## Biografie
Smothers, die Afro-Amerikaans was, kreeg van zijn tante les in mondharmonica en gitaar. Hij verhuisde in 1946 naar Chicago. Zijn debuutoptreden was met Johnny Williams en Johnny 'Man' Young. In het begin van de jaren 1950 speelde Smothers samen met zijn neef Lester Davenport en met Arthur 'Big Boy' Spires, Earl Hooker, Henry Strong en Bo Diddley.
In 1956 en 1957 nodigde Howlin' Wolf Smothers uit om als zijn ritmegitarist te spelen op verschillende nummers opgenomen voor Chess Records, waaronder Who's Been Talking, Tell Me, Change My Way, Goin' Back Home, The Natchez Burning en I Asked for Water. Smothers kreeg in augustus 1960 een platencontract bij Federal Records. Zijn album Smokey Smothers Sings the Backporch Blues, geproduceerd door Sonny Thompson, met Freddie King op lead gitaar op sommige nummers, werd uitgebracht in 1962. Een volgende sessie produceerde vier nummers, waaronder Twist with Me Annie, een herwerkte versie van Work with Me, Annie. Als parttime lid van de begeleidingsband van Muddy Waters speelde Smothers in 1968 op I Got My Eyes on You.
Smothers hielp eind jaren 1950 de Muddy Waters Junior Band te formeren, als eerbetoon aan Waters. Als Waters onderweg was, hield de band zijn reguliere optredens in Chicago, waarbij hij de liedjes van Waters uitvoerde en als oefenterrein diende voor potentiële toekomstige leden van de band van Waters, waarbij zowel Smothers als mede Junior Band-lid George 'Mojo' Buford uiteindelijk toetraden.
De jaren 1970 waren een magere tijd voor Smothers. Hij keerde terug naar de opnamen in 1986, toen Red Beans Records zijn album Got My Eyes on You uitbracht. Zijn begeleidingsband werd aangekondigd als The Ice Cream Men, een knipoog naar zijn werk als ijsverkoper in de jaren 1950.
Smothers schreef liedjes voor Waters en heeft een catalogus met liedjes op zijn naam staan, waaronder I've Been Drinking Muddy Water, Ain't Gon Be No Monkey Man en Can't Judge Nobody.

## Overlijden
Later in zijn leven leed Smothers aan een hartaandoening. Smokey Smothers overleed op 23 juli 1993 op 64-jarige leeftijd in Chicago. Hij werd overleefd door zijn vrouw Earline Smothers en door hun zonen en dochters, zijn vijf broers en zussen en zijn uitgebreide familie. Zijn dochter Crystal Q'Nef Smothers produceerde een Blues Tribute on the Smothers broers in 2016, gehouden in Chicago. Earline Smothers heeft in 2019 een documentaire gemaakt op basis van de levensverhalen van Smothers en zijn jongere broer Abe (Little Smokey Smothers), die te zien is op Ari'ze Women Network op Youtube.com.

## Discografie

### Albums
- 1962: Smokey Smothers Sings the Backporch Blues, King
- 1966: Drivin' Blues, King (heruitgave van Sings the Backporch Blues)
- 1986: Got My Eyes on You, Red Beans

Met Howlin' Wolf
- 1956-1964, 1965: The Real Folk Blues (Chess)

### Compilatiealbums
- 1998: Chicago Blues Session Volume 1, Wolf